# شاپرک برگ‌پیچ رابینسون
شاپرک برگ‌پیچ رابینسون (نام علمی: Acleris robinsoniana) نام یک گونه از سرده برگ‌پیچ‌های پهن است.